# Agassou
Agassou oder Agassu ist ein Loa (Geistwesen) im westafrikanischen und haitianischen Voodoo. Sein Kult wurzelt in den Religionen der Fon und der Yoruba im Königreich Dahomey, dem heutigen Benin.
Agassou soll in Afrika als Panther, in Haiti in Gestalt einer Krabbe auftreten und mit Wassergeistern in Verbindung stehen. Nach Voodoo-Auffassung ist er aus der Vermählung der Prinzessin Aligbonon von Tado und eines Leoparden hervorgegangen. Unter den Loa wird ihm die Rolle eines Baumeisters zugeschrieben; er soll einst die Schöpfergottheit unterstützt haben. Von Agassou besessene Personen sind angeblich an ihren krallenartigen, steifen und schiefen Händen erkennbar.
Er gilt als König und Führer der afrikanischen Sekte „Gemeinschaft des Leoparden“. In der Volksfrömmigkeit soll er von der Rada-Loa Ayida Wedo nach Haiti gesandt worden sein, um den dort lebenden Schwarzafrikanern die Leiden der Sklaverei zu erleichtern. Er wird mit vollem Namen als Agassou de bo Miwa (Agassou, der doppelseitige Spiegel) bezeichnet, wobei die beiden Seiten für Guinea und Haiti stehen. Er wird angerufen, um die Finanzen des Tempels zu stärken; Weiß gilt als seine Symbolfarbe.
In der westafrikanischen Religion der Yoruba, der karibischen Santería und dem brasilianischen Candomblé wird Agassou als einer der zahlreichen Orisha verehrt.